# Robert De Niro
Robert De Niro (New York, 1943. augusztus 17. –) kétszeres Oscar-díjas, európai származású amerikai színész, producer és rendező.
Pályáját 1969-ben Brian De Palma Az esküvői party című alkotásában kezdte. 1973-ra már kétszer elnyerte a New York-i Filmkritikusok díját a legjobb férfi mellékszereplő kategóriában, a Bang the Drum Slowly (1973) és az Aljas utcák (1973) (Mean Streets) című filmekben nyújtott alakításáért. A Francis Ford Coppola rendezésében készült A Keresztapa II. (1974) című filmben az Akadémia a legjobb mellékszereplőnek járó szobrocskával jutalmazta. Második Oscar-díját a Martin Scorsese rendezte Dühöngő bika (1980) című film főszerepéért kapta, melyben a híres bokszolót, Jake LaMottát formálta meg. 1988-ban Jane Rosenthallal együtt Tribeca Productions néven saját filmvállalatot hozott létre, amely számos film elkészítését tette lehetővé, melyekben De Niro producerként, rendezőként és színészként is közreműködött.

## Fiatalkora
Robert De Niro igazi művészcsaládba született, hiszen édesanyja, Virginia Admiral festőművész volt, édesapja, Robert pedig a festészeten kívül szobrászkodott és verseket is írt. Az apja részéről olasz, arberes és ír származású, az anyja részéről holland, angol, francia és német felmenői is vannak. 
A kis De Niro New York Little Italy negyedében nőtt fel, gyakorlatilag félárvaként, miután apja elhagyta a családot. Gyerekkorában meglehetősen szégyenlős kisfiú volt, aki inkább képregényeket lapozgatott, mintsem a lányokat nézegette volna. A színészet gyakorlatilag már egész kicsi korában érdekelni kezdte, tízévesen egy iskolai előadáson lépett először színpadra, a Gyáva Oroszlánt alakította az Óz, a csodák csodája című darabban. Tizenéves korában jó ideig hanyagolta az iskolát, helyette inkább egy bandával csavargott az utcákon, de amikor betöltötte a tizenhatodik évét, a semmittevés helyett újfent színpadra lépett. Csehovot játszott és Stella Adler és Lee Strasberg színiiskolájába került. A következő években off-Broadway darabokban és televíziós reklámokban vállalt szereplést. Mielőtt elkezdődött volna Scorsesével való gyümölcsöző kapcsolata, háromszor állt Brian De Palma kamerája elé. Legelső alakítása Az esküvői party című kisfilmben volt. Bár az alkotást már 1963-ban elkészítették, csak 1969-ben mutatták be. De Niro következő két filmszerepét szintén De Palmával forgatta, 1970-ben; az Átkozott mama és a Szia Anyu! című szatírákban.

## Pályafutása

### Az 1970-es évek
1973-ban Bruce Pearson, egy haldokló baseballjátékos szerepét játszotta a Bang the Drum Slowly című produkcióban, amiért megkapta a New York-i Filmkritikusok Szövetségének díját. Az Aljas utcákban Johnny Boy, az állandóan vigyorgó huligán alakítására figyelt fel csak igazán a közönség, egyébiránt ez volt a színész és Martin Scorsese első közös munkája. Következő darabja A Keresztapa második epizódja volt. Francis Ford Coppola, az akkor 31 éves színésszel dolgozott, De Niro ír akcentussal beszélt, ehhez képest a dél-olaszországi dialektust néhány óra leforgása alatt magáévá tette, és a kiálló állkapcsú maffiafőnök megformálásával nemcsak a közönség és a kritika elismerését vívta ki, hanem az első Oscar szobrocskáját is megszerezte. Mindenképpen érdemes megemlíteni, hogy ő és Marlon Brando ugyanazon karakter eljátszásáért kaptak Oscar-díjat, és ez mind a mai napig egyedülálló az akadémiai díj történetében. A kicsit pózoló, zseléhajú digó sztereotípiája későbbi pályája során elválaszthatatlanul összeforrt személyiségével. Scorsese Taxisofőr című filmjében (1976) Travis Bickle-t alakította. A magányos, vietnámi veterán New York-i taxis világot megváltani akaró véres hadüzenete hatására egy férfi merényletet követett el Ronald Reagan akkori elnök ellen, a film vélt mondanivalója okán. Az alkotás az 1976-os Cannes-i Nemzetközi Filmfesztiválon elnyerte a legjobb filmnek járó Arany Pálma díjat. 1976-ban Gérard Depardieu és Donald Sutherland oldalán szerepelt, Bernardo Bertolucci nagyszabású filmeposzában, a Huszadik században és ugyanebben az évben, mint Monroe Stahr játszott Az utolsó filmcézár című filmben. Majd rá egy évre ismét Scorsese-vel dolgozott együtt a New York, New York című filmmusical kapcsán. 1978-ban főszerepet kapott Michael Cimino azóta legendássá vált filmjében, A szarvasvadászban. Az alkotás a vietnámi háború borzalmait hivatott bemutatni és tette ezt olyan hitelesen, hogy a következő évben öt kategóriában, köztük a legjobb film szekcióban kapott Oscar-díjat. Ekkor De Niro-t is nominálta az Akadémia, immár harmadszor, de végül nem ő kapta.

### Az 1980-as évek

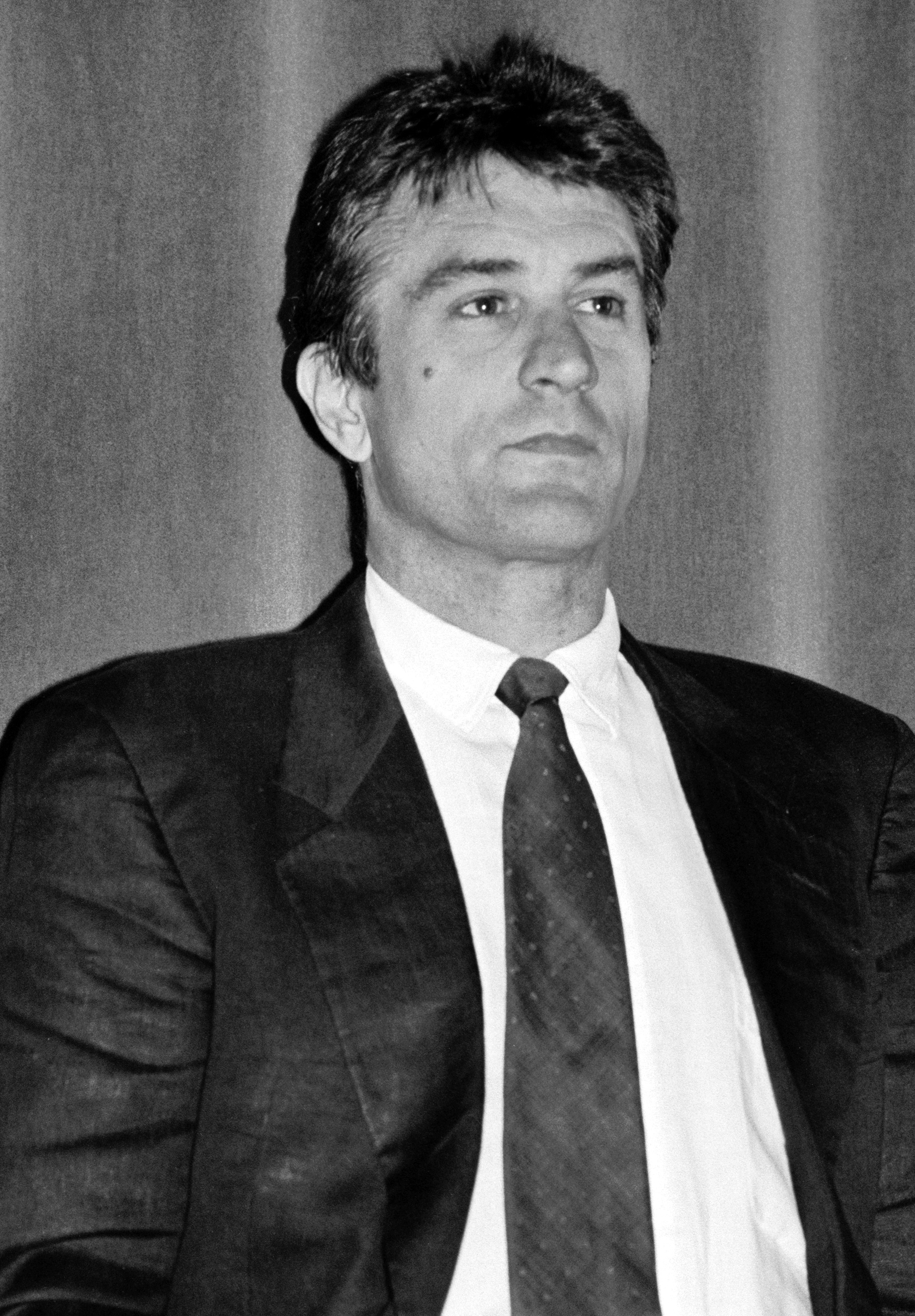
A színész 1988-ban

1980-ban az immár házi rendezővé előlépett Scorsese Dühöngő bika című filmdrámája hozza meg neki a második Oscar-díjat. Külsejének átformálása (a szerep kedvéért 30 kilót hízott) a method-acting legszélsőségesebb megnyilvánulása, ugyanakkor legragyogóbb iskolapéldája is. Egy évvel később Robert Duvall oldalán játszott a Gyónás gyilkosság után című krimiben, majd immár szokásszerűen, megint Scorsese következett és A komédia királya (1983) című drámában kínált De Nirónak főszerepet. 1984-ben Sergio Leone kérte fel a több mint tíz évnyi előkészületet igénylő gengsztereposzának, a Volt egyszer egy Amerika főszerepére. A film két jóbarát misztikus kapcsolatán keresztül mutatja be egy korszak felemelkedését és bukását. De Niro filmbeli barátját James Woods alakította. Egy évvel később a fantáziafilmek műfajába tett kitérőt, Terry Gilliam Brazil című filmjével, melyben Ian Holm volt a partnere. 1986-ban A misszió című brit történelmi alkotásban volt látható. A film érdekessége, hogy filmbeli partnerével, Jeremy Ironsszal nem jöttek ki a forgatás során, ettől függetlenül a siker nem maradt el. Scorsese rendezővel való hosszútávú együttműködése és barátsága nem jelentette azt, hogy nem tudott volna nemet mondani neki. Épp a Krisztus utolsó megkísértése főszerepét utasította vissza, hogy inkább Alan Parker kamerája elé álljon Lucifer szerepében az Angyalszív (1987) című misztikus thrillerben. Szintén ebben az esztendőben egy másik régi barátjával, Brian De Palmával dolgozott együtt, az Aki legyőzte Al Caponét című maffiafilm kapcsán. De Niro Al Capone szerepét kapta meg, és olyannyira megörült ennek a kihívásnak, hogy amellett, hogy a figura kedvéért felszedett némi súlyfelesleget, még a híres gengszterfőnök eredeti ruháit is felvásárolta. 1988-ban ismét egy vígjátékban, az Éjszakai rohanás című filmben volt látható, melyért Golden Globe-díjra jelölték. Az évtizedet a Bicska című filmdrámával Ed Harris oldalán és a Nem vagyunk mi angyalok című komédiával Sean Penn partnereként zárta.

### Az 1990-es évek
A kilencvenes évek elején De Niro immár hatodik alkalommal dolgozott Scorsese kezei alatt, méghozzá a mára a maffiafilmek legendájának számító Nagymenőkben. A film hat kategóriában kapott Oscar-jelölést, azonban ezek közül mindössze egyet tudott díjra váltani. Az Ébredések című drámában egy különös kórban szenvedő beteget alakít, akit egy elszánt orvosnak (Robin Williams) sikerül felébresztenie a kómából. A Cape Fear – A rettegés foka (1992) újrafeldolgozásában Max Cadyt, a pszichopata gyilkost alakította, és ezzel sorrendben a hatodik Oscar-jelölést gyűjtötte be. A következő években elég vérszegény filmekben volt látható, még a Kenneth Branagh rendezésében készült Frankenstein, melyben De Niro a teremtményt alakította, sem aratott nagy sikert. Eközben megszületett a színész első olyan filmje, melyet rendezőként is jegyzett; az 1993-as Bronxi mese. 1995-ben két, hatalmas sikert arató alkotásban játszott főszerepeket; Michael Mann rendező Szemtől szemben című filmjében, melyben egy sor neves színész mellett De Niro végre együtt játszhatott a másik színészlegendával, Al Pacinóval. Korábban ugyan már szerepeltek együtt A Keresztapa II.-ben, ott azonban nem volt közös jelenetük. A másik sikerfilm Scorsese Casinója volt, amely a Las Vegas-i alvilágot hivatott bemutatni. Ez volt Scorsese és De Niro nyolcadik és egyben eddig utolsó közös mozija. 1996-ban eszelős baseball drukkert alakított A rajongóban, papot a Pokoli lecke című drámában, és orvost a Marvin szobája című filmben. 1997-ben nyomozót játszott Sylvester Stallone mellett a Cop Land című krimiben, média-tanácsadót formált meg Dustin Hoffman partnereként az Amikor a farok csóválja… című vígjátékban és Quentin Tarantino egy piti bűnöző karakterét ruházta rá a Jackie Brownban. John Frankenheimer Roninja (1998) is elismerést szerzett a színész számára, de közel sem akkorát, mint az 1999-es Csak egy kis pánik című vígjáték, mely bármennyire is meglepő, a színész legjövedelmezőbb filmje lett.

### A 2000-es évek

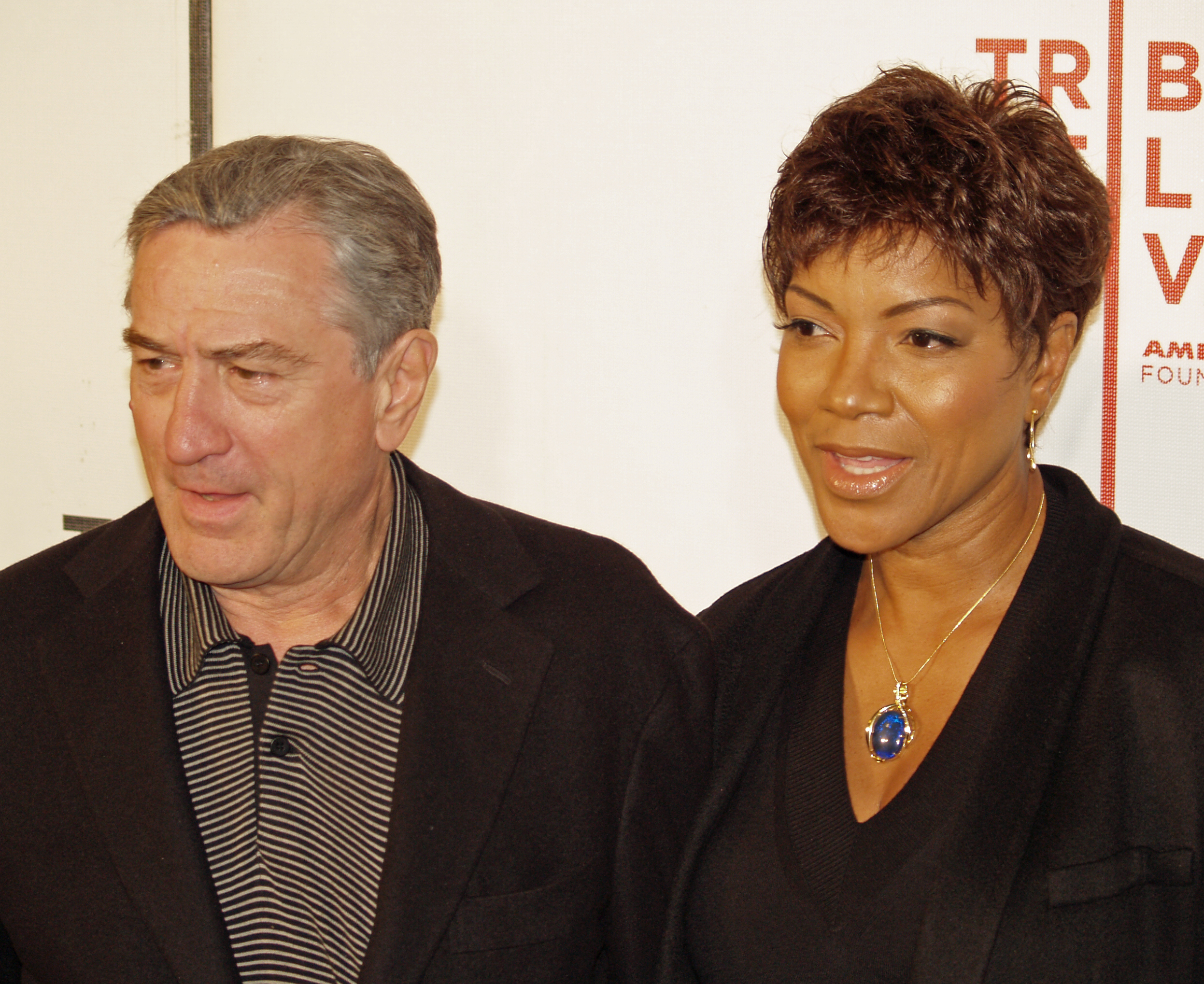
Robert De Niro és Grace Hightower a 2008-as Tribeca Filmfesztiválon

A Csak egy kis pánik sikere nyomán, De Niro az ezredfordulót követően is egy vígjátékban csillogtatta meg tudását. Ben Stiller eszelős apósát alakította, az Apádra ütök című filmben és tette ezt olyan kiválóan, hogy alakításáért Golden Globe-díjra jelölték. A két komikus szerep után egy komolyabb hangvételű következett. A Férfibecsületben Cuba Gooding Jr. partnereként búvároktatót alakít az amerikai hadseregben. A 2001-es évet a 15 perc hírnév című krimivel kezdte, majd A szajré című filmjében egy korosodó tolvajt alakít, aki már vissza akar vonulni, hogy békében élvezhesse hátralévő életét, de egy kölyök – akit Edward Norton alakít – megzsarolja, így még egyszer be kell vetnie képességeit. A filmben először játszott együtt az általa mélyen tisztelt Marlon Brandóval. 2002-ben Eddie Murphyvel szerepelt együtt a Showtime – Végtelen és képtelen című akció-vígjátékban, majd Az igazság órája című filmben azzal kell szembesülnie, hogy egyetlen fia, akit James Franco alakít, gyilkos. Következett a Csak egy kis pánik folytatása, a Még egy kis pánik, azonban amilyen sikeres volt az első rész, annyira volt rossz a folytatása, így elkerülhetetlen volt a bukás. Különös orvost formált meg a Godsend – A teremtés klinikája (2004) című thrillerben, majd újfent egy korábbi sikerfilmjét, az Apádra ütököt folytatta, a Vejedre ütökben Dustin Hoffman is feltűnik. A csupa ismert színésszel telezsúfolt Szent Lajos király hídja című kosztümös film nagy bukás volt, akárcsak a Bújócska (2005) című thriller. 2006-ban újabb filmet rendezett, Az ügynökség címmel, amely mérsékelt fogadtatásban részesült, majd Shakespeare kapitányként volt látható a Csillagpor (2007) című fantáziafilmben Michelle Pfeifferrel. A törvény gyilkosa (2008) című krimiben is látható volt Al Pacinóval, de a film nem volt sikeres.

## Magánélete

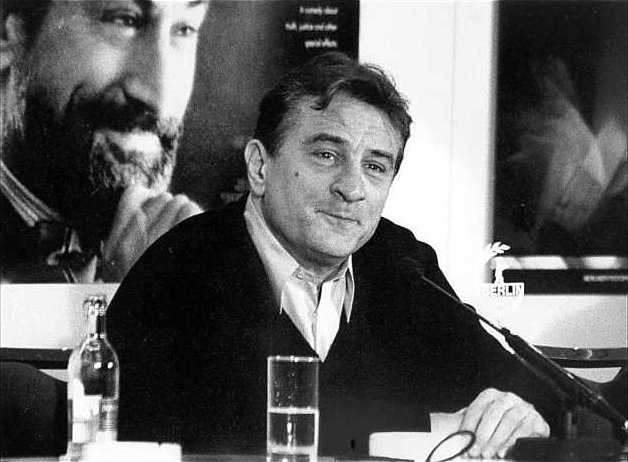
Robert De Niro egy sajtótájékoztatón a Berlini Nemzetközi Filmfesztiválon (1998)

Első felesége Diahnne Abbott, az exszínésznő 1976-ban fiút szült neki, Raphaelt. De Niro örökbe fogadta a színésznő korábbi kapcsolatából született lányát, Drenát. Néhány évvel később elváltak. Későbbi élettársától, Toukie Smithtől ikrei születtek (Julian Henry és Aaron Kendrick), akiket béranya hordott ki. 1997-ben De Niro ismét megnősült, szigorúan titkos esküvőn vette el barátnőjét, Grace Hightower légiutas-kísérőt. 1998-ban megszületett fia, Elliot. Ugyanebben az évben Párizsban azzal gyanúsították meg, hogy egy prostituáltlánc szolgáltatásait veszi igénybe. De Niro megtagadott minden vallomást, majd a francia állam kiutasította az országból. Mindig tisztes távolságban tartotta magát a sajtótól, ha azonban mégis rászánta magát az interjúra, az kimerült egy szimpla „igen”, „nem” vagy „csak” szócskákban. „Ne beszélj róla, csináld!” – ezt De Niro mindennél komolyabban gondolja. 2003-ban prosztatarákot diagnosztizáltak nála, megműtötték, s azóta felépült. De Niro társtulajdonos a Rubicon étteremláncban San Franciscóban Francis Ford Coppolával és Robin Williamsszel. Olasz állampolgársággal is rendelkezik.

## Filmográfia

### Film

#### Rendező és producer
| Év   | Magyar cím                  | Eredeti cím                          | Feladatkör | Feladatkör        | Filmrendező                 |
| Év   | Magyar cím                  | Eredeti cím                          | Rendező    | Producer          | Filmrendező                 |
| ---- | --------------------------- | ------------------------------------ | ---------- | ----------------- | --------------------------- |
| 1989 | Nem vagyunk mi angyalok     | We're No Angels                      | Nem        | Vezető            | Neil Jordan                 |
| 1991 | Cape Fear – A rettegés foka | Cape Fear                            | Nem        | Igen              | Martin Scorsese (1.)        |
| 1992 | Viharszív                   | Thunderheart                         | Nem        | Igen              | Michael Apted               |
| 1992 | A mecénás szeretője         | Mistress                             | Nem        | Igen              | Barry Primus                |
| 1993 | Zűrzavaros éjszakák         | The Night We Never Met               | Nem        | Nincs feltüntetve | Warren Leight               |
| 1993 | Bronxi mese                 | A Bronx Tale                         | Igen       | Nem               | Robert De Niro (1.)         |
| 1994 | Frankenstein                | Frankenstein                         | Nem        | Társproducer      | Kenneth Branagh             |
| 1995 | A fekete párduc             | Panther                              | Nem        | Nincs feltüntetve | Mario Van Peebles           |
| 1996 | A hűtlenség ára             | Faithful                             | Nem        | Igen              | Paul Mazursky               |
| 1996 | Marvin szobája              | Marvin's Room                        | Nem        | Igen              | Jerry Zaks                  |
| 1997 | Amikor a farok csóválja…    | Wag the Dog                          | Nem        | Igen              | Barry Levinson (1.)         |
| 1999 | Entrópia                    | Entropy                              | Nem        | Igen              | Phil Joanou                 |
| 1999 | Hibátlanok                  | Flawless                             | Nem        | Igen              | Joel Schumacher             |
| 2000 | Rocky és Bakacsin kalandjai | The Adventures of Rocky & Bullwinkle | Nem        | Igen              | Des McAnuff                 |
| 2000 | Apádra ütök                 | Meet the Parents                     | Nem        | Igen              | Jay Roach (1.)              |
| 2001 |                             | Prison Song                          | Nem        | Igen              | Darnell Martin              |
| 2002 | Egy fiúról                  | About a Boy                          | Nem        | Igen              | Paul Weitz (2.) Chris Weitz |
| 2004 | Nőies játékok               | Stage Beauty                         | Nem        | Igen              | Richard Eyre                |
| 2004 | Vejedre ütök                | Meet the Fockers                     | Nem        | Igen              | Jay Roach (2.)              |
| 2005 | Rent – Bohém élet           | Rent                                 | Nem        | Igen              | Chris Columbus              |
| 2006 | Az ügynökség                | The Good Shepherd                    | Igen       | Igen              | Robert De Niro (2.)         |
| 2008 | Minden azzal kezdődött      | What Just Happened                   | Nem        | Igen              | Barry Levinson (2.)         |
| 2009 | Közellenségek               | Public Enemies                       | Nem        | Vezető            | Michael Mann                |
| 2010 | Utódomra ütök               | Little Fockers                       | Nem        | Igen              | Paul Weitz (2.)             |
| 2018 |                             | Quincy (dokumentumfilm)              | Nem        | Igen              | Alan Hicks Rashida Jones    |
| 2019 | Az ír                       | The Irishman                         | Nem        | Igen              | Martin Scorsese (2.)        |

#### Színész
| Év   | Magyar cím                           | Eredeti cím                           | Szerep                         | Magyar hang           | Rendező                  |
| ---- | ------------------------------------ | ------------------------------------- | ------------------------------ | --------------------- | ------------------------ |
| 1965 | Három szoba Manhattanben             | Three Rooms in Manhattan              | ügyfél                         |                       | Marcel Carné (1.)        |
| 1968 | Üdvözletek                           | Greetings                             | Jon Rubin                      |                       | Brian De Palma (1.)      |
| 1968 |                                      | The Young Wolves                      | Chez Popov hippi               |                       | Marcel Carné (2.)        |
| 1969 | Cserébe az életért                   | Sam's Song                            | Sam Nicoletti                  |                       | Jordan Leondopoulos      |
| 1969 | Az esküvői buli                      | The Wedding Party                     | Cecil                          |                       | Brian De Palma (2.)      |
| 1969 | Az esküvői buli                      | The Wedding Party                     | Cecil                          | Wilford Leach         |                          |
| 1969 | Az esküvői buli                      | The Wedding Party                     | Cecil                          | Cynthia Munroe        |                          |
| 1970 | Szia, anyu!                          | Hi, Mom!                              | Jon Rubin                      | Karácsonyi Zoltán     | Brian De Palma (3.)      |
| 1970 | Átkozott mama                        | Bloody Mama                           | Lloyd Barker                   |                       | Roger Corman             |
| 1971 | Jennifer az elmémben                 | Jennifer on My Mind                   | Mardigian                      |                       | Noel Black               |
| 1971 | Győzelemre született                 | Born to Win                           | Danny nyomozó                  | Schnell Ádám          | Ivan Passer              |
| 1971 | A banda, amelyik nem tudott jól lőni | The Gang That Couldn't Shoot Straight | Mario Trantino                 |                       | James Goldstone          |
| 1973 | Lassan durran a dob                  | Bang the Drum Slowly                  | Bruce Pearson                  |                       | John D. Hancock          |
| 1973 | Aljas utcák                          | Mean Streets                          | John 'Johnny Boy' Civello      | Rátóti Zoltán         | Martin Scorsese (1.)     |
| 1974 | A Keresztapa II.                     | The Godfather: Part II                | Vito Corleone fiatalon         | eredeti olasz nyelven | Francis Ford Coppola     |
| 1976 | Taxisofőr                            | Taxi Driver                           | Travis Bickle                  | Rátóti Zoltán         | Martin Scorsese (2.)     |
| 1976 | Taxisofőr                            | Taxi Driver                           | Travis Bickle                  | Simon Kornél          | Martin Scorsese (2.)     |
| 1976 | Huszadik század                      | 1900                                  | Alfredo Berlinghieri           | Lux Ádám              | Bernardo Bertolucci      |
| 1976 | Az utolsó filmcézár                  | The Last Tycoon                       | Monroe Stahr                   | Mihályi Győző         | Elia Kazan               |
| 1977 | New York, New York                   | New York, New York                    | Jimmy Doyle                    | Selmeczi Roland       | Martin Scorsese (3.)     |
| 1977 | New York, New York                   | New York, New York                    | Jimmy Doyle                    | Háda János            | Martin Scorsese (3.)     |
| 1978 | A szarvasvadász                      | The Deer Hunter                       | Michael Vronsky                | Máté Gábor            | Michael Cimino           |
| 1980 | Dühöngő bika                         | Raging Bull                           | Jake LaMotta                   | Tordy Géza            | Martin Scorsese (4.)     |
| 1980 | Dühöngő bika                         | Raging Bull                           | Jake LaMotta                   | Rátóti Zoltán         | Martin Scorsese (4.)     |
| 1981 | Gyónás gyilkosság után               | True Confessions                      | Des Spellacy                   | Papp János            | Ulu Grosbard (1.)        |
| 1981 | Gyónás gyilkosság után               | True Confessions                      | Des Spellacy                   | Tarján Péter          | Ulu Grosbard (1.)        |
| 1982 | A komédia királya                    | The King of Comedy                    | Rupert Pupkin                  | Máté Gábor            | Martin Scorsese (5.)     |
| 1984 | Volt egyszer egy Amerika             | Once Upon a Time in America           | David 'Noodles' Aaronson       | Végvári Tamás         | Sergio Leone             |
| 1984 | Volt egyszer egy Amerika             | Once Upon a Time in America           | David 'Noodles' Aaronson       | Reviczky Gábor        | Sergio Leone             |
| 1984 | Zuhanás a szerelembe                 | Falling in Love                       | Frank Raftis                   | Szakácsi Sándor       | Ulu Grosbard (2.)        |
| 1985 | Brazil                               | Brazil                                | Archibald 'Harry' Tuttle       | Uri István            | Terry Gilliam            |
| 1985 | Brazil                               | Brazil                                | Archibald 'Harry' Tuttle       | Csankó Zoltán         | Terry Gilliam            |
| 1986 | A misszió                            | The Mission                           | Rodrigo Mendoza                | Vass Gábor            | Roland Joffé             |
| 1987 | Angyalszív                           | Angel Heart                           | Louis Cypher                   | Reviczky Gábor        | Alan Parker              |
| 1987 | Aki legyőzte Al Caponét              | The Untouchables                      | Al Capone                      | Tahi Tóth László      | Brian De Palma (4.)      |
| 1987 | Aki legyőzte Al Caponét              | The Untouchables                      | Al Capone                      | Reviczky Gábor        | Brian De Palma (4.)      |
| 1988 | Éjszakai rohanás                     | Midnight Run                          | Jack Walsh                     | Tordy Géza            | Martin Brest             |
| 1989 | Bicska                               | Jacknife                              | Joseph 'Jacknife' Megessey     | Vass Gábor            | David Hugh Jones         |
| 1989 | Bicska                               | Jacknife                              | Joseph 'Jacknife' Megessey     | Gáti Oszkár           | David Hugh Jones         |
| 1989 | Bicska                               | Jacknife                              | Joseph 'Jacknife' Megessey     | Reviczky Gábor        | David Hugh Jones         |
| 1989 | Nem vagyunk mi angyalok              | We're No Angels                       | Ned                            | Reviczky Gábor        | Neil Jordan              |
| 1990 | Stanley és Iris                      | Stanley and Iris                      | Stanley Everett Cox            | Reviczky Gábor        | Martin Ritt              |
| 1990 | Stanley és Iris                      | Stanley and Iris                      | Stanley Everett Cox            | Háda János            | Martin Ritt              |
| 1990 | Nagymenők                            | Goodfellas                            | Jimmy Conway                   | Szersén Gyula         | Martin Scorsese (6.)     |
| 1990 | Nagymenők                            | Goodfellas                            | Jimmy Conway                   | Reviczky Gábor        | Martin Scorsese (6.)     |
| 1990 | Nagymenők                            | Goodfellas                            | Jimmy Conway                   | Trokán Péter          | Martin Scorsese (6.)     |
| 1990 | Nagymenők                            | Goodfellas                            | Jimmy Conway                   | Reviczky Gábor        | Martin Scorsese (6.)     |
| 1990 | Nagymenők                            | Goodfellas                            | Jimmy Conway                   | Barbinek Péter        | Martin Scorsese (6.)     |
| 1990 | Ébredések                            | Awakenings                            | Leonard Lowe                   | Cserhalmi György      | Penny Marshall           |
| 1991 | Feketelistán                         | Guilty by Suspicion                   | David Merrill                  | Cserhalmi György      | Irwin Winkler (1.)       |
| 1991 | Feketelistán                         | Guilty by Suspicion                   | David Merrill                  | Máté Gábor            | Irwin Winkler (1.)       |
| 1991 | Lánglovagok                          | Backdrafts                            | Donald 'Árnyék' Rimgale        | Juhász Jácint         | Ron Howard               |
| 1991 | Cape Fear – A rettegés foka          | Cape Fear                             | Max Cady                       | Cserhalmi György      | Martin Scorsese (7.)     |
| 1992 | A mecénás szeretője                  | Mistress                              | Evan M. Wright                 | Reviczky Gábor        | Barry Primus             |
| 1992 | Az éjszaka és a város                | Night and the City                    | Harry Fabian                   | Gáti Oszkár           | Irwin Winkler (2.)       |
| 1993 | Veszett kutya és Glória              | Mad Dog and Glory                     | Wayne 'Veszett kutya' Dobie    | Gáti Oszkár           | John McNaughton          |
| 1993 | Ez a fiúk sorsa                      | This Boy's Life                       | Dwight Hansen                  | Vass Gábor            | Michael Caton-Jones (1.) |
| 1993 | Bronxi mese                          | A Bronx Tale                          | Lorenzo Anello                 | Gáti Oszkár           | Robert De Niro (1.)      |
| 1994 | Frankenstein                         | Frankenstein                          | Frankenstein teremtménye       | Reviczky Gábor        | Kenneth Branagh          |
| 1995 | Casino                               | Casino                                | Sam 'Ace' Rothstein            | Szakácsi Sándor       | Martin Scorsese (8.)     |
| 1995 | Casino                               | Casino                                | Sam 'Ace' Rothstein            | Dörner György         | Martin Scorsese (8.)     |
| 1995 | Casino                               | Casino                                | Sam 'Ace' Rothstein            | Végvári Tamás         | Martin Scorsese (8.)     |
| 1995 | Szemtől szemben                      | Heat                                  | Neil McCauley                  | Kulka János           | Michael Mann             |
| 1995 | 101 éjszaka                          | One Hundred and One Nights            | A sztár férje a csónakázásnál  | Reviczky Gábor        | Agnès Varda              |
| 1996 | A rajongó                            | The Fan                               | Gil Renard                     | Reviczky Gábor        | Tony Scott               |
| 1996 | Pokoli lecke                         | Sleepers                              | Bobby atya                     | Gáti Oszkár           | Barry Levinson (1.)      |
| 1996 | Marvin szobája                       | Marvin's Room                         | Dr. Wally                      | Végvári Tamás         | Jerry Zaks               |
| 1997 | Cop Land                             | Cop Land                              | Moe Tilden hadnagy             | Reviczky Gábor        | James Mangold            |
| 1997 | Jackie Brown                         | Jackie Brown                          | Louis Gara                     | Végvári Tamás         | Quentin Tarantino        |
| 1997 | Amikor a farok csóválja…             | Wag the Dog                           | Conrad Brean                   | Végvári Tamás         | Barry Levinson (2.)      |
| 1998 | Szép remények                        | Great Expectations                    | Arthur Lustig                  | Végvári Tamás         | Alfonso Cuarón           |
| 1998 | Ronin                                | Ronin                                 | Sam                            | Reviczky Gábor        | John Frankenheimer       |
| 1999 | Csak egy kis pánik                   | Analyze This                          | Paul Vitti                     | Reviczky Gábor        | Harold Ramis (1.)        |
| 1999 | Hibátlanok                           | Flawless                              | Walt Koontz                    | Reviczky Gábor        | Joel Schumacher          |
| 2000 | Rocky és Bakacsin kalandjai          | The Adventures of Rocky & Bullwinkle  | Rettegett vezér                | Reviczky Gábor        | Des McAnuff              |
| 2000 | Férfibecsület                        | Men of Honor                          | Leslie W. 'Billy' Sunday       | Reviczky Gábor        | George Tillman Jr.       |
| 2000 | Apádra ütök                          | Meet the Parents                      | Jack Byrnes                    | Reviczky Gábor        | Jay Roach (1.)           |
| 2001 | 15 perc hírnév                       | 15 Minutes                            | Eddie Flemming nyomozó         | Végvári Tamás         | John Herzfeld            |
| 2001 | A szajré                             | The Score                             | Nick Wells                     | Végvári Tamás         | Frank Oz                 |
| 2002 | Showtime – Végtelen és képtelen      | Showtime                              | Mitch Preston nyomozó          | Reviczky Gábor        | Tom Dey                  |
| 2002 | Az igazság órája                     | City by the Sea                       | Vincent LaMarca                | Végvári Tamás         | Michael Caton-Jones (2.) |
| 2002 | Még egy kis pánik                    | Analyze That                          | Paul Vitti                     | Reviczky Gábor        | Harold Ramis (2.)        |
| 2004 | Godsend – A teremtés klinikája       | Godsend                               | Dr. Richard Wells              | Reviczky Gábor        | Nick Hamm                |
| 2004 | Cápamese                             | Shark Tale                            | Don Lino (hangja)              | Reviczky Gábor        | Bibo Bergeron            |
| 2004 | Cápamese                             | Shark Tale                            | Don Lino (hangja)              | Reviczky Gábor        | Vicky Jenson             |
| 2004 | Cápamese                             | Shark Tale                            | Don Lino (hangja)              | Reviczky Gábor        | Rob Letterman            |
| 2004 | Vejedre ütök                         | Meet the Fockers                      | Jack Byrnes                    | Reviczky Gábor        | Jay Roach (2.)           |
| 2004 | Szent Lajos király hídja             | The Bridge of San Luis Rey            | Peru érseke                    | Reviczky Gábor        | Mary McGuckian           |
| 2005 | Bújócska                             | Hide and Seek                         | David Callaway                 | Reviczky Gábor        | John Polson              |
| 2006 | Az ügynökség                         | The Good Shepherd                     | Bill Sullivan                  | Reviczky Gábor        | Robert De Niro (2.)      |
| 2006 | Arthur és a villangók                | Arthur et les Minimoys                | A Király (hangja)              | Blaskó Péter          | Luc Besson (1.)          |
| 2007 | Csillagpor                           | Stardust                              | Shakespeare kapitány           | Reviczky Gábor        | Matthew Vaughn           |
| 2008 | A törvény gyilkosa                   | Righteous Kill                        | Thomas Cowan nyomozó           | Reviczky Gábor        | Jon Avnet                |
| 2008 | Minden azzal kezdődött               | What Just Happened                    | Ben                            | Reviczky Gábor        | Barry Levinson (3.)      |
| 2009 | Mindenki megvan                      | Everybody's Fine                      | Frank Goode                    | Reviczky Gábor        | Kirk Jones               |
| 2010 | Machete                              | Machete                               | McLaughlin szenátor            | Reviczky Gábor        | Robert Rodríguez         |
| 2010 | Stone                                | Stone                                 | Jack Mabry                     | Reviczky Gábor        | John Curran              |
| 2010 | Utódomra ütök                        | Little Fockers                        | Jack Byrnes                    | Reviczky Gábor        | Paul Weitz (1.)          |
| 2011 | A szerelem kézikönyve 3.             | The Ages of Love                      | Adrian                         | Reviczky Gábor        | Giovanni Veronesi        |
| 2011 | Válogatott gyilkosok                 | Killer Elite                          | Hunter                         | Reviczky Gábor        | Gary McKendry            |
| 2011 | Csúcshatás                           | Limitless                             | Carl Van Loon                  | Reviczky Gábor        | Neil Burger              |
| 2011 | Szilveszter éjjel                    | New Year's Eve                        | Stan Harris                    | Reviczky Gábor        | Garry Marshall           |
| 2012 | Mocsokváros utcáin                   | Being Flynn                           | Jonathan Flynn                 | Reviczky Gábor        | Paul Weitz (2.)          |
| 2012 | A gyilkos médium                     | Red Lights                            | Simon Silver                   | Reviczky Gábor        | Rodrigo Cortés           |
| 2012 | Szabadúszók                          | Freelancers                           | Joe Sarcone                    | Reviczky Gábor        | Jessy Terrero            |
| 2012 | Napos oldal                          | Silver Linings Playbook               | Patrick Peoples                | Reviczky Gábor        | David O. Russell (1.)    |
| 2013 | A nagy nap                           | The Big Wedding                       | Don Griffin                    | Reviczky Gábor        | Justin Zackham           |
| 2013 | Gyilkos szezon                       | Killing Season                        | Benjamin Ford                  | Reviczky Gábor        | Mark Steven Johnson      |
| 2013 | Vérmesék                             | The Family                            | Fred Blake / Giovanni Manzoni  | Reviczky Gábor        | Luc Besson (2.)          |
| 2013 | Last Vegas                           | Last Vegas                            | Patrick 'Paddy' Connors        | Tordy Géza            | Jon Turteltaub           |
| 2013 | Amerikai botrány                     | American Hustle                       | Victor Tellegio                | Tordy Géza            | David O. Russell (2.)    |
| 2013 | A kiütés                             | Grudge Match                          | Billy "A kölyök" McDonnen      | Reviczky Gábor        | Peter Segal              |
| 2014 | Halálos csomag                       | The Bag Man                           | Dragna                         | Reviczky Gábor        | David Grovic             |
| 2015 | A kezdő                              | The Intern                            | Ben Whittaker                  | Reviczky Gábor        | Nancy Meyers             |
| 2015 | A 657-es járat                       | Heist                                 | Frank "A pap" Silva            | Reviczky Gábor        | Scott Mann               |
| 2015 | Joy                                  | Joy                                   | Rudy Mangano                   | Kőszegi Ákos          | David O. Russell (3.)    |
| 2016 | Nagyfater elszabadul                 | Dirty Grandpa                         | Dick Kelly                     | Reviczky Gábor        | Dan Mazer                |
| 2016 | A kőkezű                             | Hands of Stone                        | Ray Arcel                      | Fodor Tamás           | Jonathan Jakubowicz      |
| 2016 | A komédia császára                   | The Comedian                          | Jakov Berkowitz / Jackie Burke | Reviczky Gábor        | Taylor Hackford          |
| 2019 | Joker                                | Joker                                 | Murray Franklin                | Reviczky Gábor        | Todd Phillips            |
| 2019 | Az ír                                | The Irishman                          | Frank Sheeran                  | Reviczky Gábor        | Martin Scorsese (9.)     |
| 2020 | Nagypapa hadművelet                  | The War with Grandpa                  | Ed Marino                      | Reviczky Gábor        | Tim Hill                 |
| 2020 | A nagy visszatérők                   | The Comeback Trail                    | Max Barber                     | Reviczky Gábor        | George Gallo             |
| 2022 | Amszterdam                           | Amsterdam                             | Gil Berendsen                  | Reviczky Gábor        | David O. Russell (4.)    |
| 2022 | Megváltó lövés                       | Savage Salvation                      | Mike Church seriff             | Reviczky Gábor        | Randall Emmett           |
| 2023 | Megfojtott virágok                   | Killers of the Flower Moon            | William Hale                   | Márton András         | Martin Scorsese (10.)    |
| 2023 | Ürömapám                             | About My Father                       | Salvo Maniscalco               | Forgács Gábor         | Laura Terruso            |
| 2023 | Ürömapám                             | About My Father                       | Salvo Maniscalco               | Reviczky Gábor        | Laura Terruso            |
| 2023 | Ezra                                 | Ezra                                  | Stan                           | Reviczky Gábor        | Tony Goldwyn             |
| 2025 | The Alto Knights                     | The Alto Knights                      | Vito Genovese / Frank Costello | Reviczky Gábor        | Barry Levinson (4.)      |
| 2025 | Ólomkatona                           | Tin Soldier                           | Emmanuel Ashburn               | Ujréti László         | Brad Furman              |

### Televízió
| Év        | Magyar cím           | Eredeti cím                                  | Szerep             | Megjegyzések                                                   |
| --------- | -------------------- | -------------------------------------------- | ------------------ | -------------------------------------------------------------- |
| 1998      | A maffia tanúja      | Witness to the Mob                           | vezető producer    | tévéfilm                                                       |
| 2000      | Holiday szíve        | Holiday Heart                                | vezető producer    | tévéfilm                                                       |
| 2001      | Szezám utca          | Sesame Street                                | önmaga             | 1 epizód                                                       |
| 2002–2010 | Saturday Night Live  | Saturday Night Live                          | önmaga (házigazda) | 3 epizód                                                       |
| 2006      | Futottak még…        | Extras                                       | önmaga             | - 1 epizód - magyar hangja: - Végvári Tamás                    |
| 2011      | A stúdió             | 30 Rock                                      | önmaga             | 1 epizód                                                       |
| 2012      |                      | NYC 22                                       | vezető producer    | televíziós sorozat                                             |
| 2015      |                      | For Justice                                  | vezető producer    | tévéfilm                                                       |
| 2017      | Hazugságok mágusa    | The Wizard of Lies                           | Bernie Madoff      | - tévéfilm - magyar hangja: - Reviczky Gábor - vezető producer |
| 2019      | A Central parki ötök | When They See Us                             | vezető producer    | minisorozat                                                    |
| 2023      | Semmi                | Nada                                         | Vincent Parisi     | minisorozat (5 epizód)                                         |
| 2025      |                      | Saturday Night Live 50th Anniversary Special | önmaga             | különkiadás                                                    |
| 2025      | Nulladik nap         | Zero Day                                     | George Mullen      | minisorozat vezető producer                                    |

## Díjak és jelölések
Oscar-díj
- díj: Oscar-díj, legjobb férfi főszereplő, Dühöngő bika, 1981
- díj: Oscar-díj, legjobb férfi mellékszereplő, A Keresztapa II., 1975
- jelölés: Oscar-díj, legjobb férfi mellékszereplő, Megfojtott virágok, 2024
- jelölés: Oscar-díj, legjobb film, Az ír, 2020
- jelölés: Oscar-díj, legjobb férfi mellékszereplő, Napos oldal, 2012
- jelölés: Oscar-díj, legjobb férfi főszereplő, Cape Fear – A rettegés foka, 1992
- jelölés: Oscar-díj, legjobb férfi főszereplő, Ébredések, 1991
- jelölés: Oscar-díj, legjobb férfi főszereplő, A szarvasvadász, 1979
- jelölés: Oscar-díj, legjobb férfi főszereplő, Taxisofőr, 1977

Golden Globe-díj
- díj: Golden Globe-díj, legjobb férfi főszereplő (filmdráma), Dühöngő bika, 1981
- jelölés: Golden Globe-díj, legjobb férfi mellékszereplő, Megfojtott virágok, 2024
- jelölés: Golden Globe-díj, legjobb férfi főszereplő (minisorozat vagy tévéfilm), Hazugságok mágusa, 2018
- jelölés: Golden Globe-díj, legjobb férfi főszereplő (musical/vígjáték), Apádra ütök, 2001
- jelölés: Golden Globe-díj, legjobb férfi főszereplő (musical/vígjáték), Csak egy kis pánik, 2000
- jelölés: Golden Globe-díj, legjobb férfi főszereplő (filmdráma), Cape Fear – A rettegés foka, 1992
- jelölés: Golden Globe-díj, legjobb férfi főszereplő (musical/vígjáték), Éjszakai rohanás, 1989
- jelölés: Golden Globe-díj, legjobb férfi főszereplő (filmdráma), A szarvasvadász, 1979
- jelölés: Golden Globe-díj, legjobb férfi főszereplő (musical/vígjáték), New York, New York, 1978
- jelölés: Golden Globe-díj, legjobb férfi főszereplő (filmdráma), Taxisofőr, 1977

BAFTA-díj
- jelölés: BAFTA-díj, legjobb férfi mellékszereplő, Megfojtott virágok, 2024
- jelölés: BAFTA-díj, legjobb film, Az ír, 2020
- jelölés: BAFTA-díj, legjobb férfi főszereplő, Nagymenők, 1991
- jelölés: BAFTA-díj, legjobb férfi főszereplő, A komédia királya, 1984
- jelölés: BAFTA-díj, legjobb férfi főszereplő, Dühöngő bika, 1982
- jelölés: BAFTA-díj, legjobb férfi főszereplő, A szarvasvadász, 1980
- jelölés: BAFTA-díj, legjobb férfi főszereplő, Taxisofőr, 1977
- jelölés: BAFTA-díj, legjobb férfi mellékszereplő, A Keresztapa II., 1976

Arany Málna díj
- jelölés: Arany Málna díj, a legrosszabb páros, Showtime – Végtelen & képtelen, 2003

Berlini Nemzetközi Filmfesztivál:
- jelölés: Berlini Nemzetközi Filmfesztivál – Arany Medve, 2007

Karlovy Vary-i Nemzetközi Filmfesztivál
- díj: Karlovy Vary-i Nemzetközi Filmfesztivál – Életműdíj, 2006

San Sebastián-i Nemzetközi Filmfesztivál
- díj: San Sebastián-i Nemzetközi Filmfesztivál – Donostia Életműdíj, 2000

Sant Jordi-díj
- díj: Sant Jordi-díj – Legjobb külföldi színész, Volt egyszer egy Amerika, 1985
- díj: Sant Jordi-díj – Legjobb külföldi színész, Az utolsó filmcézár, 1977

Velencei Nemzetközi Filmfesztivál
- díj: Velencei Nemzetközi Filmfesztivál – Arany Oroszlán – Életműdíj, 1993

Egyéb kitüntetései
- 2009. Hollywoodi Filmfesztivál – Legjobb férfi alakítás – Mindenki megvan
- 2008. Német Arany Kamera díj – Arany Kamera Életműdíj
- 2003. Amerikai Film Intézet – Életműdíj
- 2001. Gotham-díj – Életműdíj
- 2001. MTV Movie-díj – Legjobb beszolás – Apádra ütök
- 2000. Blockbuster Entertainment – Legjobb vígjáték páros (megosztva – Billy Crystal)
- 1997. Christpher-díj – Legjobb film – Marvin szobája
- 1997. Moszkvai Nemzetközi Filmfesztivál – Ezüst St. George-díj
- 1990. New York-i Filmkritikusok Szövetsége – Legjobb férfi színész – Nagymenők, Ébredések
- 1981. Bostoni Filmkritikusok Szövetsége – Legjobb férfi színész – Dühöngő bika
- 1980. Los Angelesi Filmkritikusok Szövetsége – Legjobb férfi színész – Dühöngő bika
- 1980. New York-i Filmkritikusok Szövetsége – Legjobb férfi színész – Dühöngő bika
- 1979. Hasty Pudding Fesztivál – Az év embere
- 1978. Fotogramas de Plata – Legjobb külföldi színész – Taxisofőr
- 1977. Amerikai Filmkritikusok Szövetsége – Legjobb férfi színész – Taxisofőr
- 1977. New York-i Filmkritikusok Szövetsége – Legjobb férfi színész – Taxisofőr
- 1976. Los Angelesi Filmkritikusok Szövetsége – Legjobb férfi színész – Taxisofőr
- 1974. Amerikai Filmkritikusok Szövetsége – Legjobb férfi mellékszereplő – Aljas utcák
- 1974. New York-i Filmkritikusok Szövetsége – Legjobb férfi mellékszereplő – Bang the Drum Slowly

## Ismert szerepeiért kapott gázsijai
| Év   | Film                            | Fizetés     |
| ---- | ------------------------------- | ----------- |
| 2002 | Még egy kis pánik               | $20 000     |
| 2002 | Showtime – Végtelen és képtelen | $17 500 000 |
| 2001 | A szajré                        | $15 000     |
| 2000 | Apádra ütök                     | $13 500 000 |
| 1999 | Csak egy kis pánik              | $8 000      |
| 1998 | Ronin                           | $14 000     |
| 1976 | Az utolsó filmcézár             | $200 000    |
| 1976 | Taxisofőr                       | $35 000     |
| 1969 | Az esküvői party                | $500        |

## Fordítás
- Ez a szócikk részben vagy egészben  a   Robert De Niro című angol Wikipédia-szócikk fordításán alapul.  Az eredeti cikk szerkesztőit annak laptörténete sorolja fel. Ez a jelzés csupán a megfogalmazás eredetét és a szerzői jogokat jelzi, nem szolgál a cikkben szereplő információk forrásmegjelöléseként.